# کموگه
کموگه (به لاتین: Camoghè) یک کوه در سوئیس است که در کانتون تیچینو واقع شده‌است. کموگه ۲٬۲۲۸ متر بالاتر از سطح دریا واقع شده‌است.